# Oliver Okuliar
Oliver Okuliar (* 24. Mai 2000 in Trenčín) ist ein slowakischer Eishockeyspieler, der seit April 2024 bei den Florida Panthers aus der National Hockey League (NHL) unter Vertrag steht und parallel für deren Farmteam, die Charlotte Checkers, in der American Hockey League (AHL) auf der Position des linken Flügelstürmers spielt.

## Karriere

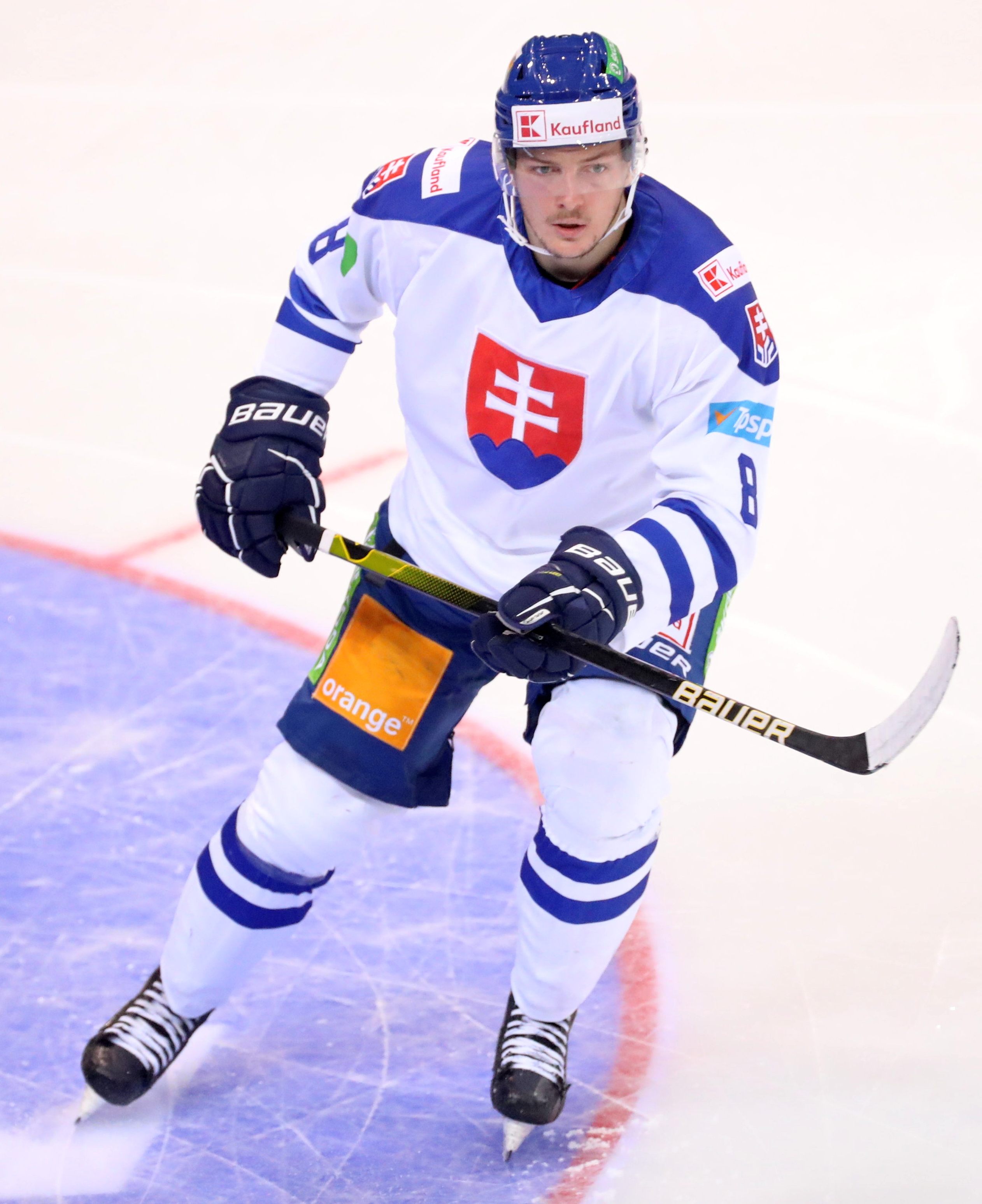
Okuliar im Trikot der slowakischen Nationalmannschaft (2022)

Oliver Okuliar begann seine Karriere in seiner Heimatstadt beim HK Dukla Trenčín, mit dessen Juniorenmannschaften er die slowakische U18- und U20-Meisterschaft gewinnen konnte. Zwischenzeitlich spielte er auch beim HK 95 Považská Bystrica in der zweithöchsten slowakischen U18-Liga und mit dem Team Slovakia U18 in der U20-Liga des Landes. In der Spielzeit 2017/18 kam er für Dukla Trenčín zu seinem ersten Extraliga-Einsatz. Zudem spielte er auch einige Spiele für Považská Bystrica in der zweitklassigen 1. Liga. 
Nachdem er beim CHL Import Draft 2018 von den Phoenix de Sherbrooke aus der Ligue de hockey junior majeur du Québec in der ersten Runde als 25. Spieler ausgewählt worden war, wechselte er nach Kanada. Da sein Vertrag dort nicht verlängert wurde, stand er im Folgejahr erneut zur Auswahl und wurde beim CHL Import Draft 2019 von den Lethbridge Hurricanes aus der Western Hockey League (WHL) in der ersten Runde als 49. Akteur gezogen. Im Sommer 2020 kehrte er in die Slowakei zurück. Nach einigen Monaten beim MHk 32 Liptovský Mikuláš wechselte er im November erneut zu seinem Stammverein HK Dukla Trenčín. Nach einer Spielzeit beim finnischen Erstligisten Saimaan Pallo stand er zwischen 2022 und 2024 beim Mountfield HK in der tschechischen Extraliga unter Vertrag.
Zur Saison 2024/25 erhielt der Slowake einen Vertrag von den Florida Panthers aus der National Hockey League (NHL), die ihn zunächst in ihrem Farmteam Charlotte Checkers in der American Hockey League (AHL) einsetzten.

### International
Oliver Okuliar nahm zunächst am Europäischen Olympischen Winter-Jugendfestival 2017 im türkischen Erzurum teil und gewann dort mit dem slowakischen Nachwuchs die Bronzemedaille. Mit der slowakischen U18-Auswahl spielte er bei der Weltmeisterschaft 2018. Mit der U20-Mannschaft nahm er an den Titelkämpfen 2020 teil.
In der Folge wurde Okuliar für die slowakische Nationalmannschaft nominiert und nahm an der Weltmeisterschaft 2023 teil.

## Erfolge und Auszeichnungen
- 2017 Slowakischer U18-Meister mit dem HK Dukla Trenčín
- 2017 Bronzemedaille beim Europäischen Olympischen Winter-Jugendfestival
- 2018 Slowakischer U18- und U20-Meister mit dem HK Dukla Trenčín